# Soacha
Soacha là một khu tự quản thuộc tỉnh Cundinamarca, Colombia. Thủ phủ của khu tự quản Soacha đóng tại Soacha Khu tự quản Soacha có diện tích ki lô mét vuông. Đến thời điểm ngày 28 tháng 5 năm 2005, khu tự quản Soacha có dân số 230335 người.